# Alicja Kwade
Alicja Kwade (ur. 1979 w Katowicach) – polsko-niemiecka artystka wizualna, konceptualistka i rzeźbiarka, zajmująca się głównie rzeźbiarstwem i tworzeniem instalacji.

## Życiorys
Urodziła się w 1979 roku w Katowicach, gdzie spędziła swoje pierwsze lata życia. Od najmłodszych lat była utalentowana artystycznie, a jej ojciec organizował konkursy rysunkowe dla niej, jej brata i kuzynów, w których nagrodą była guma do żucia pochodząca z krajów zachodnich. W wieku ośmiu lat, na dwa lata przed upadkiem ustroju komunistycznego w Polsce, pod pretekstem uczestniczenia w ślubie krewnego we Francji przeniosła się wraz z rodziną do Niemiec, do Hanoweru.
W wieku 20 lat wyjechała do Berlina, gdzie w latach 1999–2005 studiowała na Berlińskim Uniwersytecie Sztuk Pięknych (niem. Universität der Künste), kończąc uczelnię jako studentka klasy mistrzowskiej u Christiane Mobus. Finansowała studia, podejmując się licznych prac dorywczych. W 2002 roku spędziła rok w ramach programu Erasmus w Chelsea College of Art and Design w Londynie, a w latach 2006–2007 przebywała także w Warszawie dzięki stypendium podyplomowemu Deutscher Akademischer Austauschdienst.
Jeszcze przed rozpoczęciem studiów i w trakcie szkolenia podstawowego próbowała różnych form ekspresji artystycznej i odrzuciła malarstwo. Zamiast tego na początku swojej kariery zajmowała się technologią wideo i fotografią, częściowo dlatego, że jej sytuacja ekonomiczna nie pozwalała na tworzenie większych rzeźb i instalacji.
Już na początku swojej kariery artystycznej została kilkukrotnie wyróżniona, lecz przełomem był 2008 roku, kiedy to otrzymała rzeźbiarską nagrodę Piepenbrock Preis für Skulptur dla młodych talentów, co zaowocowało wystawą w Hamburger Bahnhof w Berlinie. Swoje pierwsze studio otworzyła w berlińskiej dzielnicy Wedding, później na Sickingenstraße w Moabit, a następnie przy Paul-Lincke-Ufer w Kreuzbergu. W 2012 roku swoją pracownię urządziła w Weißensee, gdzie po sąsiedzku swoje pracownie otworzyli m.in. Olafur Eliasson i Michael Sailstorfer. W 2018 roku przeniosła swoją praktykę do studia w Oberschöneweide, gdzie zaczęła pracę wspólnie z Olafurem Eliassonem, Christianem Jankowskim i Jorinde Voigt.

## Działalność artystyczna
Tworzy rzeźby, instalacje, filmy, fotografie i prace na papierze, które z założenia mają podważać naukowe i filozoficzne idee poprzez przesuwanie granic percepcji. Jej twórczość opiera się na refleksji, powtórzeniach oraz dekonstrukcji i rekonstrukcji codziennych obiektów i materiałów naturalnych, aby zgłębiać istotę rzeczywistości i analizować struktury społeczne. W swoich działaniach używa obiektów takich jak lustra, lampy, szkło i kamień.
Swoje prace wystawiała w wielu instytucjach, w tym m.in. w: Whitechapel Gallery w Londynie, List Visual Arts Center w Cambridge (MA); Hamburger Bahnhof w Berlinie, muzeum EMMA w Espoo czy Haus Konstruktiv w Zurychu. Prezentuje swoje dzieła także w przestrzeni publicznej, tworząc instalacje, które reagują na architekturę i zjawiska naturalne różnych miejsc. Były to m.in.: instalacja na zlecenie dla Metropolitan Museum of Art w Nowym Jorku o nazwie ParaPivot, składająca się z dwóch rzeźb ze stali i kulistych skał, które miały przywoływać układ słoneczny, instalacja Au Cours Des Mondes na Place Vendôme w Paryżu jako forma dialogu między naturalnymi kamiennymi kulami przymocowanymi do niekończących się betonowych schodów a zestawem naturalnych kamiennych kul czy projekt Desert X AlUla na Al-Ula w Arabii Saudyjskiej.
Jej prace znajdują się w kolekcjach publicznych, m.in. w: Centre Pompidou w Paryżu, Hirshhorn Museum and Sculpture Garden w Waszyngtonie, Los Angeles County Museum of Art w Los Angeles, Mudam w Luksemburgu czy Mumok w Wiedniu, natomiast w Polsce jej kolekcje posiada Muzeum Współczesne Wrocław we Wrocławiu. Związana jest z galeriami: 303 Gallery i Pace Gallery w Nowym Jorku, i8 Gallery w Reykjavíku oraz Galerie Kamel Mennour w Paryżu.

## Wybrane wystawy
- 2008: Von Explosionen zu Ikonen, Hamburger Bahnhof – Nationalgalerie der Gegenwart, Berlin[14]
- 2010: Ereignishorizont, Kestnergesellschaft(inne języki), Hanower[15]
- 2012: In Circles, Art Basel Unlimited, Bazylea[16]
- 2015: Die beweegte Leere des Moments, Schirn Kunsthalle Frankfurt(inne języki), Frankfurt nad Menem[17]
- 2015: Nach Osten, TRAFO, Szczecin[18]
- 2016/2017: Medium Median, Whitechapel Gallery(inne języki), Londyn[19]
- 2017: Viva Arte Viva, Biennale w Wenecji, Wenecja[20]
- 2018: LinienLand, Haus Konstruktiv(inne języki), Zurych[21]
- 2018: AMBO, Kunsthalle Kiel(inne języki), Kilonia[22]
- 2018/2019: Out of Ousia, Kunsthal Charlottenborg(inne języki), Kopenhaga[23]
- 2018/2019: Trans-For-Men, EMMA(inne języki), Helsinki[24]
- 2018/2019: GLANCES, Blueproject Foundation, Barcelona[25]
- 2019: The Resting Thought, Centre de création contemporaine Olivier-Debré, Tours[26]
- 2019: ParaPivot(inne języki), Metropolitan Museum of Art, Nowy Jork[27]
- 2019: In Between Glances, List Visual Arts Center(inne języki), Cambridge[28]
- 2020/2021: Kausalkonsequenz, Langen Foundation(inne języki), Neuss[29]
- 2021: In Abwesenheit, Berlinische Galerie(inne języki), Berlin[30]
- 2022: Au Cours des Mondes, Place Vendôme, Paryż[31]
- 2022: Desert X AlUla 2022, Al-Ula[32]
- 2023/2024: In Agnosie, Lehmbruck-Museum(inne języki), Duisburg[33]
- 2024: Die Notwendigkeit der Dinge, Museum Voorlinden(inne języki), Wassenaar[34]

## Wybrane publikacje
- Alicja Kwade, Kelly Baum, Sheena Wagstaff, Alicja Kwade – ParaPivot: The Roof Garden Commission, New York: Metropolitan Museum of Art, 2019, ISBN 978-1-58839-667-9 (ang.). Brak numerów stron w książce
- Alicja Kwade, Daniel F. Herrmann, Alicja Kwade: Medium Median, Cameron Foote (red.), London: Whitechapel Gallery, 2017, ISBN 978-0-85488-254-0 (ang.). Brak numerów stron w książce
- Alicja Kwade i inni, In Aporie, Helene Gamst (red.), Berlin: Hatje Cantz, 2019, ISBN 978-3-7757-4544-4 (ang.). Brak numerów stron w książce

Źródło:

## Nagrody i wyróżnienia
- 2010: Robert-Jacobsen-Preis(inne języki)[36]
- 2015: Hector-Kunstpreis(inne języki)[36]

## Życie prywatne
Pochodzi z rodziny wykładowczyni kulturoznawstwa i slawistyki na Uniwersytecie Śląskim w Katowicach i konserwatora dzieł sztuki Kazimierza Kwade, który prowadził pierwszą prywatną galerię sztuki współczesnej w Katowicach – założył ją w 1983 roku przy ulicy Mariackiej. Ma starszego brata Marcina.
Mieszka i pracuje w Berlinie. Na studiach poznała Gregora Hildebrandta, z którym się związała. W 2020 roku urodził się ich syn Horatio.